# Willy Wellens
Willy René Josephina Wellens (Diest, 29 marzo 1954) è un ex calciatore belga, di ruolo centrocampista.

## Palmarès

### Club

#### Competizioni nazionali
- Campionato belga: 1

RWD Molebeek: 1974-1975
- Coppa del Belgio: 2

Standard Liegi: 1980-1981
Club Bruges: 1985-1986

#### Competizioni internazionali
- Coppa Piano Karl Rappan: 2

Standard Liegi: 1980, 1981